# Scophthalmus
Scophthalmus is een geslacht van straalvinnige vissen uit de familie van de tarbotachtigen (Scophthalmidae).

## Soorten
- Scophthalmus aquosus (Mitchill, 1815) – Zandbot
- Scophthalmus maeoticus (Pallas, 1814) – Zwarte zeetarbot
- Scophthalmus maximus Linnaeus, 1758 – Tarbot
- Scophthalmus rhombus Linnaeus, 1758 – Griet